# (12704) Tupolev
(12704) Tupolev ist ein Asteroid des mittleren Hauptgürtels, der von den sowjetischen Astronominnen Ljudmyla Schurawlowa und Galina Kastel am 24. September 1990 am Krim-Observatorium in Nautschnyj (IAU-Code 095) entdeckt wurde. Sichtungen des Asteroiden hatte es schon vorher am 10. September 1964 mit der vorläufigen Bezeichnung 1964 RK an diesem Observatorium gegeben und am 4. August 1981 (1981 PJ) an der Anderson Mesa Station des Lowell-Observatoriums in Arizona.
(12704) Tupolev wurde am 9. März 2001 nach dem sowjetischen Flugzeugkonstrukteur Andrei Nikolajewitsch Tupolew (1888–1972) benannt.